# Yorgo Voyagis
Yorgo Voyagis IPA: [ˈʝorɣos voʝaˈd͡zis], in greco  Γιώργος Βογιατζής? (Atene, 6 dicembre 1945) è un attore greco.

## Biografia
Nel 1977 ha lavorato con Franco Zeffirelli per la realizzazione dello sceneggiato televisivo Gesù di Nazareth dove ha interpretato la parte di Giuseppe. Per la televisione italiana ha interpretato l'avvocato Luigi Balsamo, antagonista della decima stagione di Distretto di Polizia, mentre dal 2012 al 2014 è stato nel cast della serie Il tredicesimo apostolo, nel ruolo di Alonso.

## Vita privata
Dalla relazione con l'attrice Nadia Cassini ha avuto una figlia, Kassandra; ha anche un altro figlio, William nato da altra relazione. Nel 2005 ha sposato l'attrice Diana Scorits, ma la coppia ha poi divorziato nel 2022.

## Filmografia

### Cinema
- Zorba il greco (Alexis Zorbas), regia di Michael Cacoyannis (1964)
- Giarrettiera Colt, regia di Gian Rocco (1968)
- L'età del malessere, regia di Giuliano Biagetti (1968)
- L'ultima valle (The Last Valley), regia di James Clavell (1970)
- L'amico americano (Der Amerikanische Freund), regia di Wim Wenders (1977)
- Senza parole, episodio de I nuovi mostri, regia di Dino Risi (1977)
- Nero veneziano, regia di Ugo Liberatore (1978)
- L'assistente sociale tutto pepe, regia di Nando Cicero (1981)
- Tutta da scoprire, regia di Giuliano Carnimeo (1981)
- Eccezzziunale... veramente, regia di Carlo Vanzina (1982)
- Sesso e volentieri, regia di Dino Risi (1982)
- La casa stregata, regia di Bruno Corbucci (1982)
- La tamburina (The Little Drummer Girl), regia di George Roy Hill (1984)
- Giulia e Giulia, regia di Peter Del Monte (1987)
- Frantic, regia di Roman Polański (1988)
- Nosferatu a Venezia, regia di Augusto Caminito (1988)
- Rosso veneziano (Rouge Venise), regia di Étienne Périer (1989)
- Grandi cacciatori, regia di Augusto Caminito (1990)
- Ballata per un re, regia di Abdelhafidh Bouassida (1991)
- Guardami, regia di Davide Ferrario (1999)
- I cavalieri che fecero l'impresa, regia di Pupi Avati (2001)
- L'inverno, regia di Nina Di Majo (2002)
- Travolti dal destino (Swept Away), regia di Guy Ritchie (2002)
- Signora, regia di Francesco Laudadio (2004)
- Guardiani delle nuvole, regia di Luciano Odorisio (2004)
- 11 settembre 1683, regia di Renzo Martinelli (2012)
- Amaro amore, regia di Francesco Henderson Pepe (2013)[3]
- Promakhos, regia di Coerte e John Voorhees (2014)
- Dove non ho mai abitato, regia di Paolo Franchi (2017)

### Televisione
- Gesù di Nazareth, regia di Franco Zeffirelli – miniserie TV (1977)
- Naso di cane, regia di Pasquale Squitieri – miniserie TV (1986)
- Miami Vice – serie TV, episodio 3x18 (1987)
- Identità bruciata (The Bourne Identity), regia di Roger Young – miniserie TV (1988)
- Mamma Lucia, regia di Stuart Cooper – miniserie TV (1988)
- Running Delilah, regia di Richard Franklin – film TV (1993)
- L'Odissea, regia di Andrej Končalovskij – miniserie TV (1997)
- Medicina Generale – serie TV (2007)
- Distretto di Polizia – serie TV, 26 episodi (2010)
- Angeli e diamanti, regia di Raffaele Mertes – miniserie TV (2011)
- Il tredicesimo apostolo – serie TV, 24 episodi (2012-2014)
- Romulus – serie TV, 8 episodi (2020-2022)

## Doppiatori italiani
- Stefano De Sando in Nosferatu a Venezia, Romulus
- Luciano De Ambrosis in L'ultima valle, Gesù di Nazareth
- Pino Colizzi in La casa stregata
- Paolo Buglioni in Giulia e Giulia
- Elio Zamuto in Mamma Lucia
- Sergio Di Stefano in Frantic